# 硬體限制
硬件限制，有时被称为硬件DRM，是由電子元件强制执行的内容保护。硬件限制可以用作完善软件的数字版权管理。 应用硬件限制的例子包括电子游戏机、智能手机、平板電腦、Mac和使用安全启动的个人电脑等。

## 应用

### 可升级处理器
某些英特尔处理器有“锁定”的性能，可以付费“解锁”。
IBM的System/370大型计算机的某些型号包含附加的硬件，如果客户支付了额外的费用，IBM会派出客服人员来启用，通常是断开一个电阻器。

### Intel Insider
Intel Insider是一种为数字内容提供路径保护的技术，也可以被认为是一种DRM。

### 安全启动
某些设备实施了安全启动（英语：Secure Boot，又称Verified Boot或Trusted Boot），除非用户能够关闭此限制功能或签名认证第三方软件，设备将仅允许运行有数字签名、通常来自设备制造商的软件。

### 安卓设备
某些Android设备预设锁死了引导程序。